# Josef Pilnáček. První královéhradecká továrna na mýdla, svíčky, voňavky, sodu kryst., parní voskárna a továrna na glycerin
Josef Pilnáček, Hradec Králové. První královéhradecká továrna na mýdla, svíčky, voňavky, sodu kryst., parní voskárna a továrna na glycerin byla královéhradecká rodinná firma, která produkovala od roku 1875 mýdla, prací prášky a svíčky.

## Historie
Zakladatelem rodové mydlářské tradice je Matěj Pilnáček, narozený roku 1795, který se vyučil řemeslu u měšťanského mydláře Josefa Špuláka v Hradci Králové a od něho dostal 12. ledna 1812 svůj výuční list. Jeho tovaryšský list byl vystaven 9. září 1816 a jako tovaryš pracoval u Barbory Herrmannové, vdovy po hradeckém mydláři a dědovi spisovatele Ignáta Herrmanna, a později si otevřel samostatnou živnost v blízkých Kuklenách.
Syn Václav, který se narodil roku 1822, se vyučil mydlářem u svého otce a podle jeho „vandrovní“ knížky byl na zkušené v různých městech v Čechách, dále pracoval v rakouském Hainburku, Celji, Vídni, Terstu a jinde. V roce 1850 (podle jiných pramenů 1854) převzal mydlářství a hostinec po svém otci, který žil až do roku 1887.

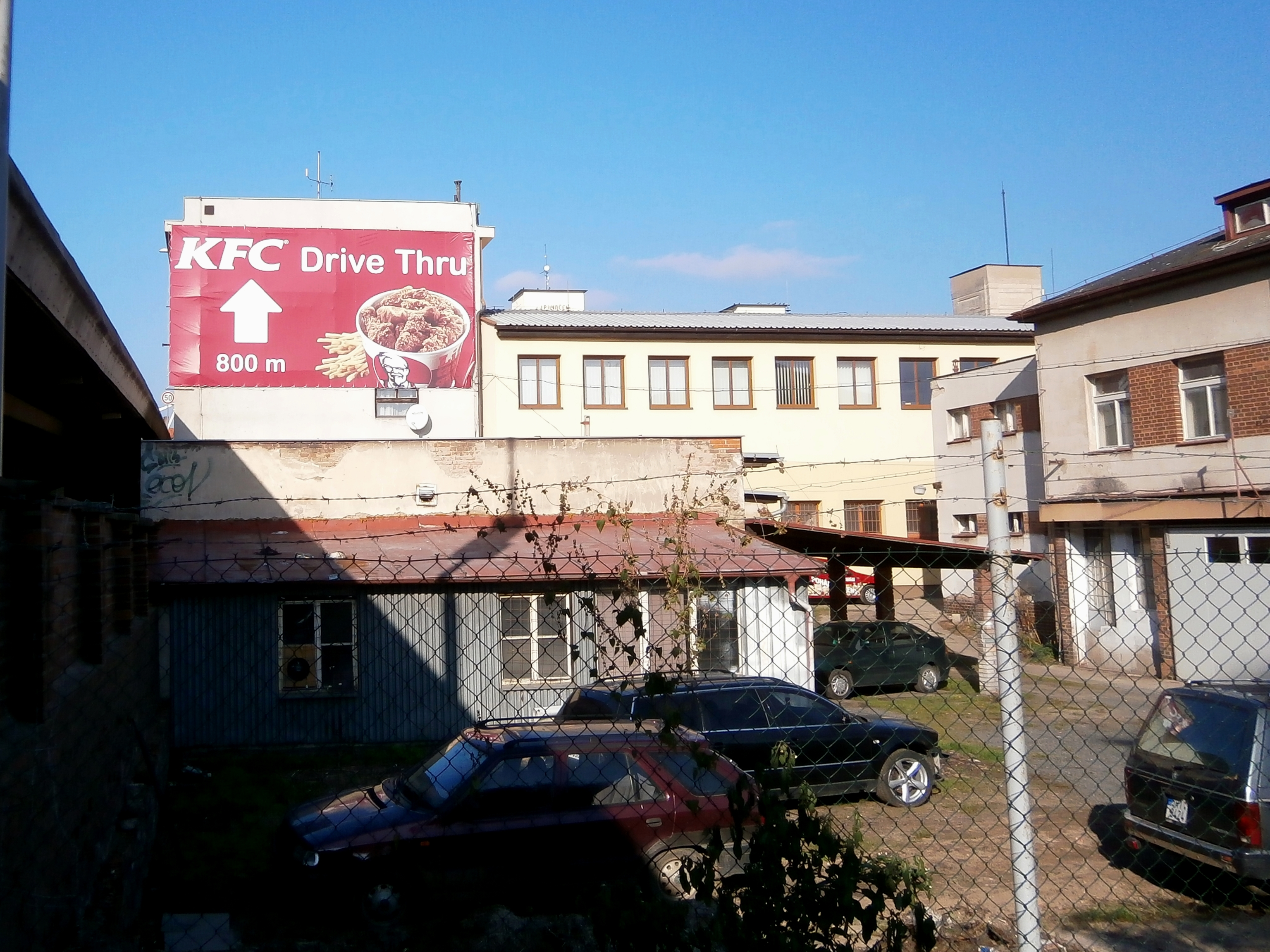
Továrna zpod nadjezdu

Zakladatelem závodu se stal Václavův syn Josef Pilnáček, který začal pracovat roku 1875 v malé dílně na dvoře domu čp. 21 na tzv. Máselné podsíni. Tehdy bylo vše jen na něm, oporou mu byla jen jeho choť. Zpočátku pracoval sám s jedním dělníkem a vyráběl tenkrát asi 250 kg mýdla na praní týdně. Zvolna se však jeho živnost vzmáhala, že mohl přijmout první dělníky.
Po sedmiletém trvání využil úvěru a koupil dům čp. 21, v němž měl pronajatu dílnu a krám. Mohl ho tak upravit pro své potřeby. Zastavěl podsíň a získal tím prostorný krám. Na dvoře naopak postavil nové rozsáhlejší dílny. Zaměstnával poté 6 dělníků. Ve své choti Hermíně Weidnerové, s níž se oženil v květnu 1875, nalezl pracovitou a obětavou pomocnici, která mu byla neocenitelnou podporou ve všem jeho podnikání. Brzy však opět pociťuje nedostatek místa a proto najímá za skladiště tuku a stáje pro koně pevnostní flošnu směrem k Novému Hradci Králové.
V roce 1888 koupil Albersovo voskařství v domě U Špuláků a rozšířil svoji výrobu o bílení vosku a výrobu kostelních svíček. Velkou komplikací se stal rok 1894, kdy mydlárna v domě čp. 21 vyhořela. Její obnova byla radnicí zamítnuta, takže provoz mohl pokračovat pouze ve flošně a ve voskárně.

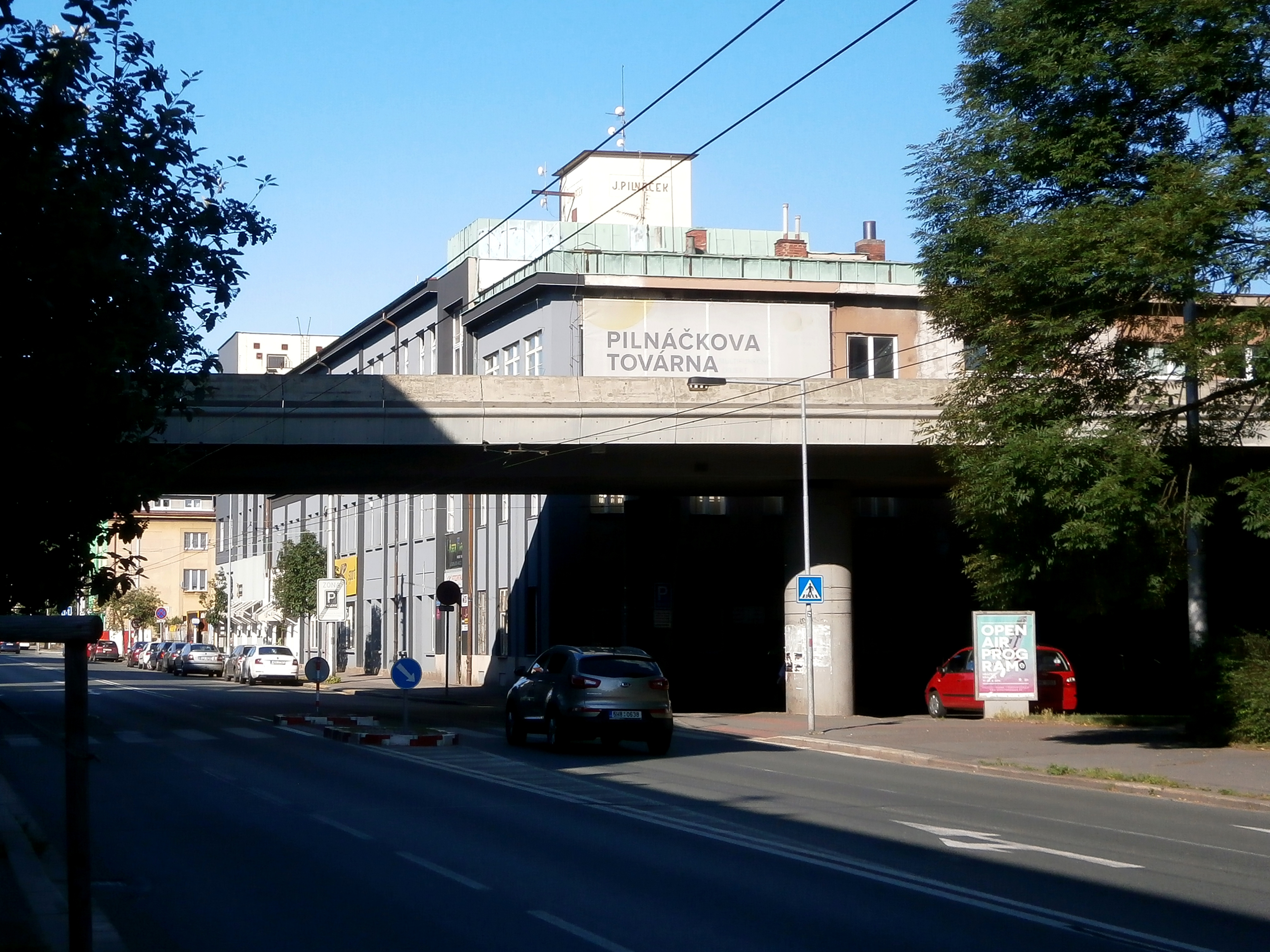
Továrna z Pospíšilovy třídy

Výstavami v roce 1891 v Praze, 1894 v Hradci Králové a 1900 v Kutné Hoře, kterých se vynikající měrou zúčastnil, stoupla známost závodu a odbyt se rozšířil tak, že roku 1895 zakoupil rozsáhlý komplex pozemků v nynější Pospíšilově třídě, kde počal se stavbou nové továrny, která stejně jako jeho předchozí dílna rostla pozvolně. Nejprve vznikly byty pro dílenský a kancelářský personál, stáje pro koně, skladiště surovin, bělidlo vosku a konečně v roce 1899 první část továrních budov. Rok na to přenesl výrobu z domu na náměstí do nových továrních místností. Továrna byla zařízena na 40 000 kg týdenní výroby mýdla k praní, 5 000 kg týdenní výroby svíček a 12 000 kg týdenní výroby sody. Postupem času se tak zařadila mezi přední a zároveň i nejmoderněji zařízené závody v Čechách, která se vždy podle možností přizpůsobovala všem moderním pokrokům ve výrobě, a ta byla postupně rozšiřována o výrobu glycerinu, stearinu a oleinu, přičemž zde ani jednou nedošlo k nějakému mzdovému sporu nebo stávce. Stejné to bylo s výrobky. Pilnáčkovo mýdlo, zvláště to ve speciálních dárkových obalech, kde se objevovaly mimo jiné motivy popásajících se oveček či dámy s jehňátkem, je dodnes vyhledávanou sběratelskou raritou. Z mýdel ke praní bylo zvlášť oblíbené terpentinové anglické mýdlo ve čtvrtkilogramových krychlích se znakem Hradce Králové. Z dalších významných výrobků jmenujme jemné toaletní mýdlo Lanol, mýdlo na holení Lanol shavingstick, ústní vodu Oxygol, zubní pastu Oxygolín a zubní krém Oxydont. 20. listopadu 1902 byl udělen Josefu Pilnáčkovi titul c. a k. dvorního dodavatele.
Roku 1900 přibírá Josef Pilnáček do podniku svého syna Josefa V. B. Pilnáčka, který přinesl do závodu bohaté praktické i teoretické odborné zkušenosti, jež získal v zahraničí. Ty se projevují dalším zdokonalováním výroby a zvětšením závodu, který se v roce 1901 rozšířil o výrobu stearinových a parafinových svíček a stavbou nového objektu pro tuto výrobu, pro kterou byly pořízeny nové moderní svíčkařské stroje. Krátce nato byly zakoupeny i moderní stroje na výrobu toaletních mýdel. V roce 1913 byl dřevěný plot při zahradě továrny čp. 281 nahrazen železným.
V roce 1922 Josef Václav Bohuslav Pilnáček přikročil k postavení nového křídla továrny s rozsáhlými sklepy pro uskladnění tuků, s novými místnostmi pro výrobu mýdlového prášku a prostornými sály pro oddělení toaletních mýdel a voňavkářské výrobky. Téhož roku byl uveden na trh nový druh mýdla ke praní: Pilnáčkovo původní terpentýnové mýdlo. V oblasti pracích mýdel si brzo získalo velkou oblibu, kvůli níž bylo nutno na počátku roku 1924 pořídit nové, moderní velké chladicí stroje a o rok později přestěhovat svíčkářské oddělení z budovy mydlárny do nově postaveného křídla, aby se uprázdněného místa mohlo použít k výrobě terpentýnového mýdla. V témže roce byl tento nově získaný prostor rozšířen nástavbou druhého patra pro novou, nejmoderněji vybavenou mydlárnu, ve které byly speciálně pro výrobu terpentýnového mýdla postaveny 2 obrovské kotle, každý o obsahu 350 hl. a 2 chladicí stroje. Rovněž byly pořízeny další krájecí a lisovací stroje.
Stále zvětšovanému provozu nedostačují již 2 zastaralé parní kotle, a proto bylo uvažováno o postavení nové, prostorné kotelny, jejíž stavba byla uskutečněna v letech 1929–1930 a byl v ní umístěn moderní kotel na úsporné topení uhelným prachem. V tomtéž období bylo započato s další nástavbou druhého patra nad dosavadní mydlárnou, čímž bylo dosaženo rovnosti této tovární budovy, ležící rovnoběžně s Pospíšilovou třídou.

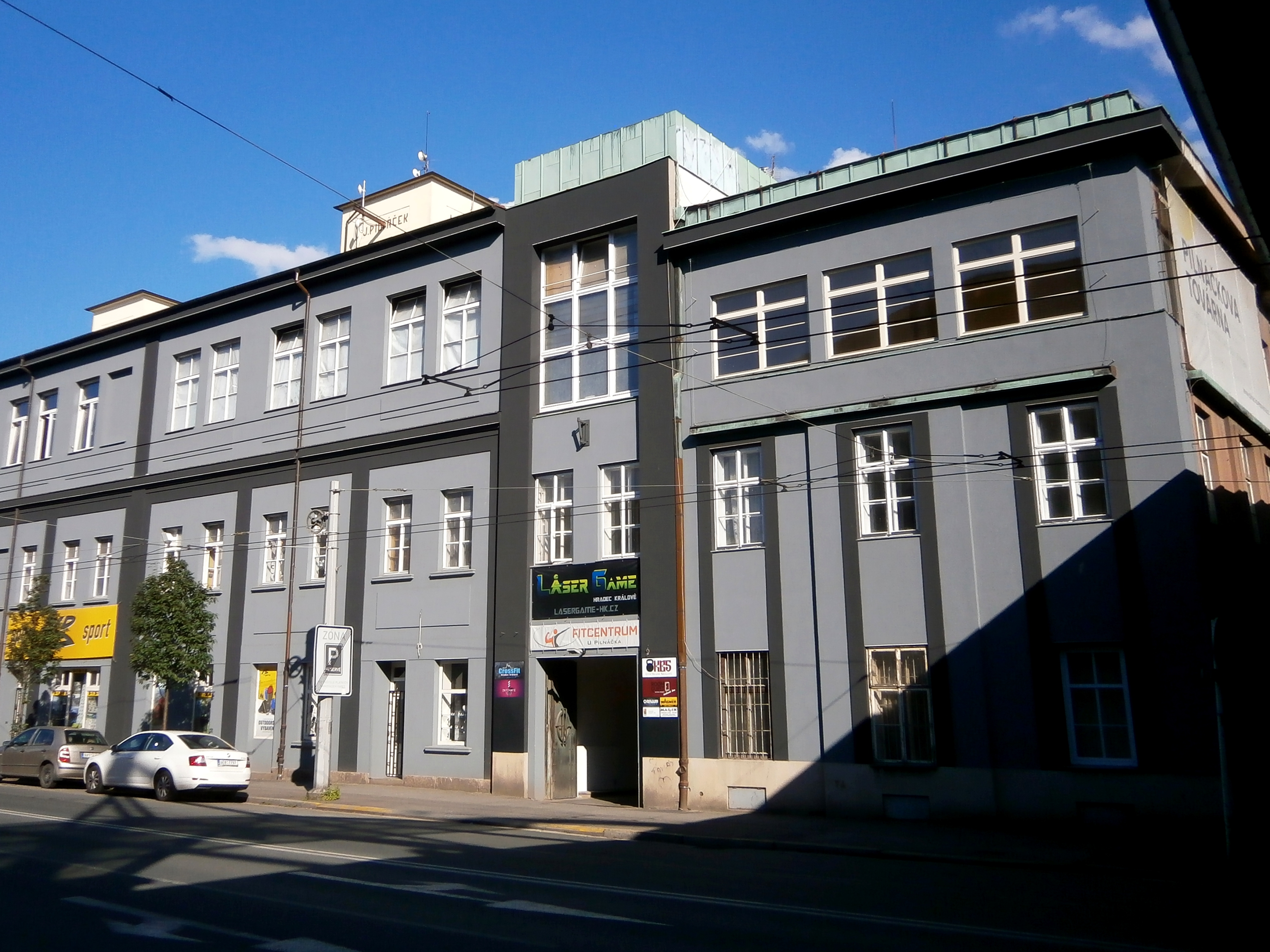
Továrna po opravě fasády

26. září 1929 zemřel Josef Pilnáček, takže podnik přechází do rukou Josefa V. B. Pilnáčka, kterému přinesl vydatnou podporu jeho syn Josef P. Z. Pilnáček. Na druhou polovinu závodu se přeneslo dědické právo v první řadě vdovy po zemřelém J. Pilnáčkovi, dále ing. R. Pilnáčka a dcer Many Kuthanové, Ady Weidnerové a Anny Janečkové. V roce 1931 byla jako reklamní akce ke zvýšení odbytu vyhlášena „Pilnáčkova soutěž, kde každý vyhraje“, v níž po zaslání nejméně 3 krabic od Pilnáčkova bílého citroterpentýnového mýdla, 5 krabic od Pilnáčkova původního terpentýnového mýdla, 2 krabic od Pilnáčkova mletého mýdla JAS, alespoň 2 adres obchodníků ze svého okolí, kteří tyto 3 druhy neprodávají, a zodpovězení otázky „Proč kupujete Pilnáčkova mýdla a proč Vás uspokojují?“ mohl zákazník jako 1. cenu vyhrát 5 000 Kč v hotovosti nebo řadu dalších výher. Ukončena byla 31. října téhož roku.
Stále rozšiřovaná výroba se projevovala nejen nedostatkem plochy pro výrobu, ale i zvětšenou poptávkou po místu pro administrativní účely, proto bylo v roce 1933 započato s nástavbou druhého patra kancelářské budovy. Zároveň bylo v celém podniku zavedeno automatické telefonní zařízení, novodobé strojové účetnictví a v mnohých směrech přeorganizována administrativa. Začátkem roku 1934 byl postaven druhý parní kotel na práškové topení, aby byla po ruce rezerva, a staré kotelny bylo využito k instalaci zařízení na odpařování glycerinu ze spodních mydlářských louhů.
V červnu 1945 došlo v podniku k pokusu o znárodnění, který ztroskotal na odporu zaměstnanců. K znárodnění podniku a následně i dalšího nemovitého majetku došlo až po únoru 1948 a tovární výroba zanedlouho zanikla. Od 50. let 20. století zde poté sídlil Výzkumný ústav elektrotechnické keramiky. V roce 1992 byla továrna vrácena v rámci restitucí a od roku 2009 je její majitelkou Olga Řeháčková, dcera Josefa P. Z. Pilnáčka.
Pilnáčkova továrna vydávala také reklamní Pilnáčkovy pohádky